# Salvador Íñiguez Martelo
Salvador Íñiguez Martelo (Cádiz, abril de 1897 - Granada, 4 de septiembre de 1936) fue un pastor protestante reformado fusilado a las 05:30 del 4 de septiembre de 1936. Estaba casado y tenía seis hijos.
Estudió en la comunidad jesuita de Granada entre 1913 y 1918. Proclamada la II República y con ello la libertad de expresión, escribió dos libros: Por tierras extremeñas y La verdad te hará libre. En el primero narra sus actividades evangelísticas en Santa Amalia, Miajadas, Ibahernando, Escorial, Robledillo, Herguijuela y La Conquista, a veces acompañado al piano por su esposa. Fue publicado en 1931 en varios números de la revista España Evangélica, semanario protestante madrileño.
De 1929 a 1934, ministró como pastor de la Iglesia Evangélica Española (IEE), en la conocida como Iglesia del Redentor, en Miajadas, Cáceres, asumiendo el pastorado principal en 1931, al fallecimiento de Isaac Vega, hasta la llegada del pastor estable Carlos Liñán Andueza.
En enero de 1934, pasó a ser pastor de la congregación de la Iglesia Evangélica Española en Granada.
El 4 de septiembre de 1936 fue detenido y puesto a disposición del tribunal militar de Granada, que lo condenó a muerte por actos propagandísticos de la Revolución Roja.